# Chiconamel (municipalité)
La municipalité de Chiconamel est l'une des 212 municipalités de l'État de Veracruz, et est située dans la partie nord de cet État. Située à l'ouest du golfe du Mexique, elle appartient au bassin versant du fleuve Río Pánuco, et se trouve sur les piémonts de la chaîne de montagnes de la Sierra Madre orientale. Elle est limitrophe à l'ouest de l'État d'Hidalgo et a la particularité de posséder une petite exclave à l'est. Son chef-lieu est la ville éponyme de Chiconamel. Elle dépend de la région Huasteca Alta, du nom du peuple des Huaxtèques qui y est établi, et est une des 10 subdivisions administratives de l'État de Veracruz.

## Géographie
La municipalité de Chiconamel est arrosée par de petites rivières appartenant au bassin versant du fleuve Río Pánuco. Établie sur les piémonts de la chaîne de montagnes de la Sierra Madre orientale, son altitude oscille entre 40 et 400 mètres. Son chef-lieu, la ville éponyme de Chiconamel, se trouve dans la partie centrale de son territoire. Ce territoire couvre une superficie de 92,65 km², et était peuplée en 2020 de 6 610 habitants.
Cette municipalité est limitrophe au nord de celle de Platón Sánchez, à l'ouest et au sud, dans l'État d'Hidalgo, de celles de San Felipe Orizatlán et de Huejutla de Reyes, et à l'est, dans l'État de Veracruz, de celle de Chalma.

## Composition et démographie
La municipalité était composée en 2010 de 61 localités.
| Localité     | Population |
| ------------ | ---------- |
| Chiconamel   | 1 549      |
| Tancazahuela | 1 306      |
| Motoltepec   | 486        |
| Romantla     | 423        |

En plus de l'espagnol, plusieurs langues amérindiennes sont parlées dans la municipalité, dont les principales sont par ordre d'importance : le nahuatl, les autres langues étant très marginales.

## Histoire
Durant la période À l'époque préhispanique, le secteur connaît un peuplement huaxtèque. Mais le toponyme est exprimé en langue nahuatl et signifie "sept sources".
Par un décret de 1936, la localité de Chiconamel devient le chef-lieu de la municipalité. En 1938, la municipalité de Chalma est créée et détachée de son territoire.